# Microtatorchis triangulipetala
Microtatorchis triangulipetala är en orkidéart som beskrevs av Johannes Jacobus Smith. Microtatorchis triangulipetala ingår i släktet Microtatorchis och familjen orkidéer. Inga underarter finns listade i Catalogue of Life.